# Bazi nagy film
A Bazi nagy film (eredeti cím Epic Movie) 2007-es amerikai filmparódia, melyet Jason Friedberg és Aaron Seltzer írta és rendezett. A film főszereplői Kal Penn, Faune A. Chambers, Jayma Mays, Adam Campbell, Jennifer Coolidge, Crispin Glover, Tony Cox, Darrell Hammond, Jareb Dauplaise és Carmen Electra. 
Amerikában 2007. január 26-án, Magyarországon pedig 2007. április 19-én mutatták be.
A film cselekménye Az oroszlán, a boszorkány és a ruhásszekrény, a Harry Potter filmsorozat és a Charlie és a csokigyár (Tim Burton stílusú) című filmeket parodizálják ki.

## Szereplők
| Szerep                        | Színész           | Magyar hang      | Parodizált figura                           | Paródia                                                                             |
| ----------------------------- | ----------------- | ---------------- | ------------------------------------------- | ----------------------------------------------------------------------------------- |
| Edward Pervertski             | Kal Penn          | Szabó Máté       | Edmund Pevensie, Kumar Patel                | Az oroszlán, a boszorkány és a ruhásszekrény, Nacho Libre, Kalandférgek             |
| Peter Pervertski, Super Peter | Adam Campbell     | Simonyi Balázs   | Peter Pevensie, Superman, Angyal            | Az oroszlán, a boszorkány és a ruhásszekrény, Superman visszatér, X-Men             |
| Susan Pervertski              | Faune A. Chambers | Vadász Bea       | Susan Pevensie                              | Az oroszlán, a boszorkány és a ruhásszekrény, Kígyók a fedélzeten                   |
| Lucy Pervertski               | Jayma Mays        | Ruttkay Laura    | Lucy Pevensie                               | Az oroszlán, a boszorkány és a ruhásszekrény, A da Vinci-kód                        |
| Gnarnia Fehér Dögje           | Jennifer Coolidge | Andresz Kati     | Fehér boszorkány, Stifler anyja, Davy Jones | Az oroszlán, a boszorkány és a ruhásszekrény, Amerikai pite, A Karib-tenger kalózai |
| Bink                          | Tony Cox          | Pálfai Péter     | Ginarrbrik                                  | Az oroszlán, a boszorkány és a ruhásszekrény                                        |
| Mr. Tumnus, Tony Fauntana     | Héctor Jiménez    | Bozsó Péter      | önmaga, Tony Montana                        | Az oroszlán, a boszorkány és a ruhásszekrény, A sebhelyesarcú, MTV Cribs            |
| Ignacio, Nacho                | Jareb Dauplaise   | ?                | önmaga                                      | Nacho Libre                                                                         |
| Willy                         | Crispin Glover    | Dányi Krisztián  | Willy Wonka                                 | Charlie és a csokigyár                                                              |
| Spanolt Jack kapitány         | Darrell Hammond   | Király Attila    | Jack Sparrow, Captain Morgan                | A Karib-tenger kalózai, Captain Morgan                                              |
| Rejtély                       | Carmen Electra    | Törtei Tünde     | önmaga                                      | X-Men                                                                               |
| Magneto                       | Jim Piddock       | Uri István       | önmaga                                      | X-Men                                                                               |
| Silas                         | Kevin Hart        | saját hangján    | önmaga                                      | A da Vinci-kód                                                                      |
| Aslo                          | Fred Willard      | Orosz István     | Aslan                                       | Az oroszlán, a boszorkány és a ruhásszekrény                                        |
| Kurátor                       | David Carradine   | ?                | Jacques Saunière                            | A da Vinci-kód                                                                      |
| Hódfarkas (hód)               | Katt Williams     | Cs. Németh Lajos | Hód papa és Hód mama                        | Az oroszlán, a boszorkány és a ruhásszekrény                                        |
| Borat Szaggyijev              | Danny Jacobs      | Scherer Péter    | önmaga                                      | Borat: Kazah nép nagy fehér gyermeke menni művelődni Amerika                        |
| Lead Íjász                    | Nick Steele       | ?                | semmi                                       | Az oroszlán, a boszorkány és a ruhásszekrény                                        |
| Mel Gibson                    | Gregory Jbara     | Rosta Sándor     | önmaga                                      |                                                                                     |
| Ashton Kutcher                | David Lehre       | ?                | önmaga                                      | Punk’d – SztÁruló                                                                   |
| Harry Potter                  | Nick Steele       | ?                | önmaga                                      | Harry Potter (filmsorozat)                                                          |
| Ron Weasley                   | George Alvarez    | Beratin Gábor    | önmaga                                      | Harry Potter (filmsorozat)                                                          |
| Hermione Granger              | Crista Flanagan   | ?                | önmaga                                      | Harry Potter (filmsorozat)                                                          |
| Paris Hilton                  | Alla Petrou       | ?                | önmaga                                      |                                                                                     |
| Samuel "Bakker" Jackson       | James Walker, Sr. | Vass Gábor       | Samuel L. Jackson, Agent Neville Flynn      | Kígyók a fedélzeten                                                                 |
| Flavor Flav                   | Abe Spigner       | ?                | önmaga                                      | Flavor of Love                                                                      |
| Lauren Conrad                 | önmaga            | ?                | önmaga                                      | The Hills                                                                           |
| Rozsomák                      | Vince Vieluf      | Moser Károly     | önmaga                                      | X-Men                                                                               |
| Vadóc                         | Lindsey Kraft     | ?                | önmaga                                      | X-Men                                                                               |
| Hagrid                        | Scott L. Schwartz | ?                | önmaga                                      | Harry Potter (filmsorozat)                                                          |
| Narrátor                      | Roscoe Lee Browne | Kőszegi Ákos     | semmi                                       |                                                                                     |
| Küklopsz                      | Tad Hilgenbrink   | Kisfalusi Lehel  | önmaga                                      | X-Men                                                                               |
| Meztelen nő a szekrényből     | Audra Lynn        | ?                | semmi                                       |                                                                                     |
| Michael Jackson               | Anwar Burton      | ?                | önmaga                                      |                                                                                     |
| James Bond                    | Darko Belgrade    | ?                | önmaga                                      | James Bond (filmsorozat)                                                            |
| Albus Dumbledore              | Dane Farwell      | ?                | önmaga                                      | Harry Potter (filmsorozat)                                                          |
| Vihar                         | Kahshanna Evans   | ?                | önmaga                                      | X-Men                                                                               |
| Chanchito                     | Rico Rodriguez    | ?                | Chancho                                     | Nacho Libre                                                                         |
| Aslo csaja                    | Heather Storm     | Kokas Piroska    | semmi                                       |                                                                                     |
| P. Daddy Faun                 | Shawn McDonald    | ?                | Sean Combs                                  |                                                                                     |
| Felolvasó                     | Szalóczy Pál      | Szalóczy Pál     | Szalóczy Pál                                | Szalóczy Pál                                                                        |

## Paródiák
- A da Vinci-kód: a film kezdete/Lucy Pervertski/Silas/Kurátor
- Nacho Libre/Kalandférgek: Edward Pervertski
- Charlie és a csokigyár: Willy és az Oompa Loompas/ Az "Arany Jegyek"
- Kígyók a fedélzeten: Susan Pervertski/Samuel L. Jackson
- Az oroszlán, a boszorkány és a ruhásszekrény: Fő Paródia/Pervertski testvérek/Gnarnia Fehér Dögje/Bink/Mr. Tumnus/Aslo/Hódfarkas/Lead Íjász
- Superman visszatér/X-Men: Peter Pervertski
- X-Men: Rejtély/Magneto/Rozsomák/Vadóc/Küklopsz/Vihar
- Távkapcs: Távirányító
- Kalandférgek: A fehér kastély/Tony Cox utolsó bosszúja
- Csillagok háborúja: Csubakka és a rohamosztagosok megjelenése
- A Karib-tenger kalózai: Jack Swallows és Davy Jones maszk
- Casino Royale: James Bond a táborban
- Halálos iramban: Tokiói hajsza Fehér Dög szánkója
- Harry Potter (filmsorozat): Kiképzés a Roxfortban
- Rocky: Képzési montázs
- Punk’d – SztÁruló: Ahol Edward kikap punk'd-nek
- Amerikai pite: Amikor Edward találkozik a Fehér Döggel, épp az első alkalommal, hogy őt hívja Stifler anyukája.
- 50 Cent: Edward tetkója a hátán.
- Taplógáz: Ricky Bobby legendája: A táborba és a tábor végén, amikor ünnepli győzelmét.
- Mission: Impossible III: Eldobható fényképezőgép küldetése, mely Lucy Pervertski rövid üzenetet kapott Mr.Tumnus-tól.
- Borat: Kazah nép nagy fehér gyermeke menni művelődni Amerika: Utolsó jelenet

## Fordítás
- Ez a szócikk részben vagy egészben  az   Epic Movie című angol Wikipédia-szócikk fordításán alapul.  Az eredeti cikk szerkesztőit annak laptörténete sorolja fel. Ez a jelzés csupán a megfogalmazás eredetét és a szerzői jogokat jelzi, nem szolgál a cikkben szereplő információk forrásmegjelöléseként.